# Anja Kalan
Anja Kalan, slovenska alpska smučarka, * 9. november 1976, Škofja Loka. 
Leta 1999 je postala slovenska državna prvakinja v smuku in superveleslalomu. V svetovnem pokalu je v teh dveh disciplinah med letoma 1997 in 2000 nastopila osemindvajsetkrat. Prvič se je med dobitnice točk uvrstila 18. decembra 1997 na superveleslalomu v Val d'Iseru z 28. mestom, 23. januarja 1998 je bila v isti disciplini v Cortini d'Ampezzo 24., kar je njena najboljša uvrstitev v svetovnem pokalu. V superveleslalomu je šestkrat osvojila točke svetovnega pokala, v smuku pa dvakrat. Nastopila je na dveh svetovnih prvenstvih, v letih 1997, ko je odstopila v superveleslalomu, in 1999, ko je osvojila 24. mesto v superveleslalomu in 31. v smuku.